# Mistrzostwa Świata w Szermierce 2007
Mistrzostwa Świata w Szermierce 2007 – 69. edycja mistrzostw odbyła się w rosyjskim mieście Petersburg.

## Klasyfikacja medalowa
| Lp. | Państwo          | złoto | srebro | brąz | Razem |
| --- | ---------------- | ----- | ------ | ---- | ----- |
| 1   | Francja          | 4     | 2      | 2    | 8     |
| 2   | Rosja            | 2     | 2      | 1    | 5     |
| 3   | Niemcy           | 2     | 1      | 3    | 6     |
| 4   | Węgry            | 2     | –      | 2    | 4     |
| 5   | Włochy           | 1     | 4      | 4    | 9     |
| 6   | Polska           | 1     | –      | 1    | 2     |
| 7   | Chiny            | –     | 2      | 1    | 3     |
| 8   | Ukraina          | –     | 1      | –    | 1     |
| 9   | Korea Południowa | –     | –      | 2    | 2     |
| 10  | Estonia          | –     | –      | 1    | 1     |
| –   | Japonia          | –     | –      | 1    | 1     |

## Medaliści

### Mężczyźni
| Złoto                                                                            | Srebro                                                                             | Brąz                                                                                 |
| Floret                                                                           |                                                                                    |                                                                                      |
| Peter Joppich                                                                    | Andrea Baldini                                                                     | Benjamin Kleibrink Lei Sheng                                                         |
| Francja · Nicolas Beaudan · Brice Guyart · Erwann Le Péchoux · Marcel Marcilloux | Niemcy · Peter Joppich · Benjamin Kleibrink · Christian Schlechtweg · Dominik Behr | Korea Południowa · Choi Byung-chul · Jung Chang-yong · Park Hee-kyung · Son Young-ki |
| Szpada                                                                           |                                                                                    |                                                                                      |
| Krisztián Kulcsár                                                                | Érik Boisse                                                                        | Diego Confalonieri Jérôme Jeannet                                                    |
| Francja · Érik Boisse · Fabrice Jeannet · Jérôme Jeannet · Ulrich Robeiri        | Włochy · Stefano Carozzo · Diego Confalonieri · Alfredo Rota · Matteo Tagliariol   | Węgry · Gábor Boczkó · Géza Imre · Iván Kovács · Krisztián Kulcsár                   |
| Szabla                                                                           |                                                                                    |                                                                                      |
| Stanisław Pozdniakow                                                             | Aldo Montano                                                                       | Nicolas Limbach Oh Eun-seok                                                          |
| Węgry · Tamás Decsi · Balázs Lontay · Zsolt Nemcsik · Áron Szilágyi              | Francja · Vincent Anstett · Nicolas Lopez · Julien Pillet · Boris Sanson           | Włochy · Aldo Montano · Diego Occhiuzzi · Giampiero Pastore · Luigi Tarantino        |

### Kobiety
| Złoto                                                                                          | Srebro                                                                          | Brąz                                                                                       |
| Floret                                                                                         |                                                                                 |                                                                                            |
| Valentina Vezzali                                                                              | Margherita Granbassi                                                            | Giovanna Trillini Aida Mohamed                                                             |
| Polska · Sylwia Gruchała · Katarzyna Kryczało · Magdalena Mroczkiewicz · Małgorzata Wojtkowiak | Rosja · Aida Szanajewa · Julija Chakimowa · Jewgienija Łamonowa · Jana Ruzawina | Japonia · Kanae Ikehata · Maki Kawanishi · Yōko Makishita · Chieko Sugawara                |
| Szpada                                                                                         |                                                                                 |                                                                                            |
| Britta Heidemann                                                                               | Li Na                                                                           | Irina Embrich Maureen Nisima                                                               |
| Francja · Audrey Descouts · Laura Flessel-Colovic · Hajnalka Király-Picot · Maureen Nisima     | Rosja · Tatjana Łogunowa · Lubow Szutowa · Anna Siwkowa · Jewgienija Stroganowa | Niemcy · Claudia Bokel · Imke Duplitzer · Britta Heidemann · Marijana Markovic             |
| Szabla                                                                                         |                                                                                 |                                                                                            |
| Jelena Nieczajewa                                                                              | Tan Xue                                                                         | Bogna Jóźwiak Gioia Marzocca                                                               |
| Francja · Cécile Argiolas · Léonore Perrus · Anne-Lise Touya · Carole Vergne                   | Ukraina · Olha Charłan · Ołena Chomrowa · Nina Kozłowa · Hałyna Pundyk          | Rosja · Jekatierina Fiedorkina · Swietłana Kormilicyna · Jelena Nieczajewa · Sofja Wielika |